# Jucuruçu
Jucuruçu is een gemeente in de Braziliaanse deelstaat Bahia. De gemeente telt 10.516 inwoners (schatting 2009).

## Aangrenzende gemeenten
De gemeente grenst aan Guaratinga, Itamaraju, Vereda en de deelstaat Minas Gerais.